# Agripina (nombre)
Agripina es la forma femenina del nombre Agripa, de origen posiblemente etrusco.
Proviene del latín, de la palabra Agrippinus referente a la familia de Agripa. 
Su significado es "nacido de parto difícil".
El que nace con los pies para afuera, nombre familiar cuyo primer elemento corresponde al avéstico agro- "primero" y al letón agrs, que llega temprano; el segundo elemento mutilado, es el nombre de pie. La reducción de la "p" caracteriza una voz expresiva.
Significado Del español hablado en México 
provine del Agri - agricultor 
pino- del término gripe 
agripino - agricultor con gripe  
- Datos: Q5660038